# 22613 Callander
22613 Callander este un asteroid din centura principală de asteroizi.

## Descriere
22613 Callander este un asteroid din centura principală de asteroizi. A fost descoperit pe 22 mai 1998 la Stația Anderson Mesa în cadrul programului LONEOS. Asteroidul prezintă o orbită caracterizată de o semiaxă mare de 2,38 ua, o excentricitate de 0,16 și o înclinație de 8,5° în raport cu ecliptica.